# Kanton Petite-Île
Kanton Petite-Île (francouzsky Canton de Petite-Île) byl francouzský kanton v departementu Réunion v regionu Réunion. Tvořila ho pouze obec Petite-Île. Zrušen byl při reformě francouzských kantonů v roce 2014.